# Theo Loevendie
Theo Loevendie (Ámsterdam, 17 de septiembre de 1930) es un compositor y clarinetista neerlandés.
Loevendie estudió composición y clarinete en el Conservatorio de Ámsterdam. Inicialmente se enfocó a la música de jazz. a finales de 1968 escribió música de concierto, obras entre las que destacan sus óperas, conciertos y música de cámara. 
En la década de 1970 Loevendie comenzó a enseñar composición en varios conservatorios holandeses. Entre sus alumnos están Svitlana Azarova, Matthias Kadar, Vanessa Lann, Peter van Onna, Robin de Raaff, Victor Varela, Sinta Wullur y Evrim Demirel.
Varios intérpretes han participado en el ensemble Consort, Brevisand de Theo Loevendie Quinteto.
En 2004,  fundó un grupo nuevo: El "Ziggurat Ensemble". Consta de una mezcla de instrumentos occidentales e instrumentos no occidentales: Er-hu, Viola da Gamba, Qanun, Voz, Duduk, Graves, Tubos de Cacerola y Percusión.

## Trabajos

### Orquesta y grande ensemble
- 2014 Rise of Spinoza; para coro y orquesta
- 2008 Jubilation Jump; para bailador de Tap y orquesta.
- 2002 Seyir; para 25 Instrumentos Europeos e instrumentos no Europeos.
- 2000 Koraalvariaties “Von der Höhe in der Tiefe”; para 19 instrumentos.
- 1998 Esmée-suite: “Ondergang”; para orquesta.
- 1997 Vueltas; para cuerdas y percusión.
- 1986 Naima Suite; para orquesta.
- 1986 Intermezzo; para orquesta, de la ópera “Naima” (1985).
- 1983 In Prison; para orquesta, fragmentos de la ópera “Naima” (1985).
- 1983 Music for a Strange Wedding; para orquesta, coreografía del fragmento de la ópera “Naima” (1985)
- 1979 Flexio; para orquesta.
- 1971 Bacchanten; fragmentos musicales de Euripides.
- 1966 Confluxus; para banda de jazz y orquesta sinfónica.

### Música de cuarto
- 2003 Victoria Regina; para flauta, clarinete, violín y violonchelo.
- 2001 Per quanti? III; para flauta contralto, arpa y percusión.
- 1999 Sonata Coloniae para viola sola (1999)
- 1998 Dos Bailes mediterráneos; para 8 violonchelos.
- 1998 Otros bailes de Golliwog; para clarinete, trompeta y fagot.
- 1997 Ackermusik; para trío de piano.
- 1997 Sandsandsnaresandsizzles; para 3 percussionists.
- 1996 ¿Que pasa en la calle?; Para 4 trompetas.
- 1996 Fanfare; para 9 instrumentos de metal y percusión.
- 1995 Laps; para ensemble.
- 1994 Dos piezas en cánones de Guillaume de Machaut; para cuarteto de saxófono.
- 1994 Amsterdam Tango; para violín, bandoneón, viola, violonchelo, contrabajo y piano.
- 1993; arr. 1994 Dos piezas en cánones de Guillaume de Machaut; para mandolina, guitarra, arpa y clarinete bajo.
- 1993 Dos piezas en cánones de Guillaume de Machaut; para cuarteto de flauta.
- 1992 Ciclos; para clarinete, violín, violonchelo y piano.
- 1992 Lerchen-Trío; para clarinete, violonchelo y piano, en memoria de Olivier Messiaen.
- 1991 Drones, para violín y piano.(Drones, Ciclos y el Lerchen-Trío de Trío en este orden una trilogía)
- 1990 Passacaglia alla Turca; (1990) para 8 instrumentos.
- 1988 Plus Un; para flauta, clarinete bajo y piano [1981-1988].
- 1986 Bahía Posterior Bicinium; para 7 instrumentos.
- 1986 Dance; para violín solo
- 1981 Venus y Adonis suite; para 5 instrumentos.
- 1980 Nonet; para alientos, percusión, piano y contrabajo.
- 1980 Venus y Adonis; para ensamble, música para una producción de teatro después de un poema de William Shakespeare.
- 1979 Voor Jan, Piet en Klaas; para 2 pianos 8-manos.
- 1979 Music for flute & piano
- 1974 Preludio; para 6 percusionistas.
- 1974 Timbo; para grupo de percusión (6 músicos).
- 1974 El Ruiseñor; para ensamble, música para una versión de teatro del cuento de Hans Christian Andersen.
- 1971 Música para clarinete bajo y piano.
- 1968 Tre Pezzi; para piccolo clarinete (en Eb), clarinete (en b) y clarinete bajo (en b)
- 1964 Tres Piezas para ensamble.

## Discografía
- 1978 Bart Berman, piano: Vriend, Hekster, Loevendie, De Vries, Kleinbussink (Golf)
- 1986 Theo Loevendie Quintet (Varajazz)
- 1998 Esmeé, Opera in two acts conducted by Geoffrey Moull, with Margaret Thompson, William Oberholtzer, Bielefeld Philharmonic Orchestra, Bielefeld Opera Chorus, Donemus CV74/75[1]
- 2005 Cello Octet Conjunto Iberico: Four Winds (Etcetera)
- 2005 Bayram: Theo Loevendie meets Kristina Fuchs Sonic Unit (TryTone)[2]

## Premios
- 1969 - Edison for a jazz album
- 1979 - The Wessel Ilcken Award
- 1982 - Edison for De nachtegaal (1979)
- 1984 - Koussevitzky International Record Award (together with Pierre Boulez)
- 1986 - Matthijs Vermeulen Award for Naima
- 1988 - 3M Award